# Vila Otto Petschka
Vila Otto Petschka je reprezentační vila postavená v letech 1924–30 v Praze-Bubenči v neoslohovém pojetí inspirovaném francouzským klasicizujícím barokem. Stavebníkem vily byl Otto Petschek, doktor práv a člen úspěšné bankéřské rodiny, která roku 1920 založila bankovní dům Petschek a spol. Od roku 1945 je vila rezidencí velvyslance Spojených států amerických. Roku 2011 byla zahájena první zásadní rekonstrukce budovy.

## Poloha
Rezidence Otto Petschka se nachází na adrese Ronalda Reagana č. 181/3 (do roku 2011 ulice dr. Zikmunda Wintra) ve čtvrti Bubeneč městské části Prahy 6. Pozemek s parcelními čísly 746, 747, 748, 749, 750 a 755 zakoupil v roce 1923 Otto Petschek, aby byl na blízku svým bratrům Friedrichovi a Paulovi, kteří si v Bubenči vybudovali rodinné rezidence. V současnosti v rezidenci Friedricha Petschka sídlí Velvyslanectví Ruské federace a v rezidenci Paula Petschka Velvyslanectví Čínské lidové republiky.

## Historie

### Návrh rezidence
Návrh na podobu rezidence prošel výrazným vývojem. Otto Petschek zadal návrh novostavby konzervativnímu architektovi Maxi Spielmannovi. Počátkem roku 1924 byly plány hotovy a do léta úředně schváleny. Stavba byla v zahradě situována s otevřením zahradního průčelí k jihovýchodu, neboť parcela neumožňovala západní orientaci.
V prvním návrhu šlo o výstavnou rezidenci v hávu novobarokního neoklasicismu, která slučovala funkce reprezentativní i soukromé. Neměla centrální akcent, dominantou symetrické stavby se de facto stávala obě boční křídla projevující se jako rizality, mezi nimiž bylo sevřeno středové křídlo o půdorysu oblouku kružnice do zahrady konkávním a ke vstupu konvexním. Od zahrady byla rezidence zprvu oddělena výrazným soklem. Pomineme-li mansardovou střechu, jednoduchý balkon na toskánských sloupech a šambrány s osovými klenáky, tak byl původní návrh oproštěn od zdobnosti, která rezidenci později pohltila. Funkčně bylo přízemí vyhrazeno reprezentaci, což zdůrazňoval i nástup do rezidence. Patro i obytné podkroví a rozlehlý suterén byly určeny soukromému bydlení a provozu. Součástí plánů byly dva domky u severní brány pro vrátného a pro zahradníka.

### Výstavba

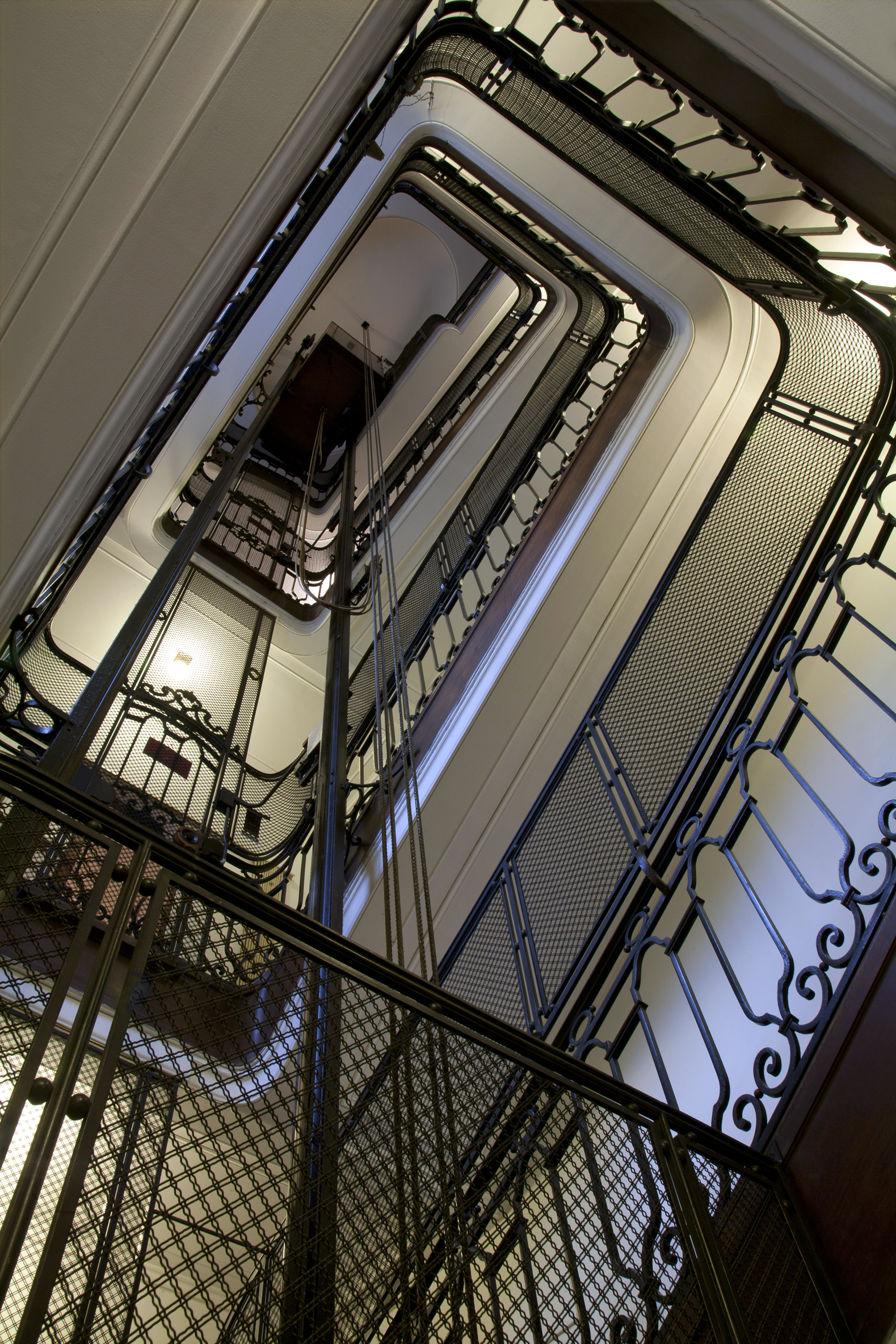
Rezidence byla vybavena moderním technickým vybavením včetně výtahu.

Stavba byla zahájena v dubnu 1924, koncem jara 1925 ale došlo k velmi razantní změně konceptu. Nové odlišné plány, které podepsali Max Spielmann a zástupce prováděcí firmy Matěj Blecha, byly obratem předloženy úřadu ke schválení. Základní dispoziční rozvrh zůstal. Změnila se vstupní část, kde projekční problém představoval nástup a umístění šaten, které do klasických zámeckých dispozic nepatří a odpovídají vilám velkopodnikatelských kruhů. Za průchozími šatnami následuje nově koncipovaný ústřední prostor a na něj navazující zahradní sál přímo v ose vstupu do zahrady. Vnější i vnitřní stěny zahradního sálu byly navrženy jako prosklená stěna se dveřmi s možností zajíždění do suterénu. Toto řešení bylo v Čechách použito poprvé.
Z vnějšího pohledu došlo rovněž k výrazným změnám. Zdvojnásobilo se prohnutí budovy, vypuštěním soklu vila opticky sestoupila blíže zahradě, boční rizality se středním křídlem začaly tvořit kompaktnější celek. Přes značné zvýšení zdobnosti fasády a manýristické prvky si však vila zachovávala určitou architektonickou uměřenost. V prosinci 1925 proběhlo potřebné schvalovací řízení. Stavba však ještě pod vedením Maxe Spielmanna procházela už na jaře 1926 dalšími změnami ve vstupních partiích do zahrady, změnila se sala terrena do podoby, která byla nakonec realizována. Tímto návrhem skončila práce architekta Maxe Spielmanna na vile.

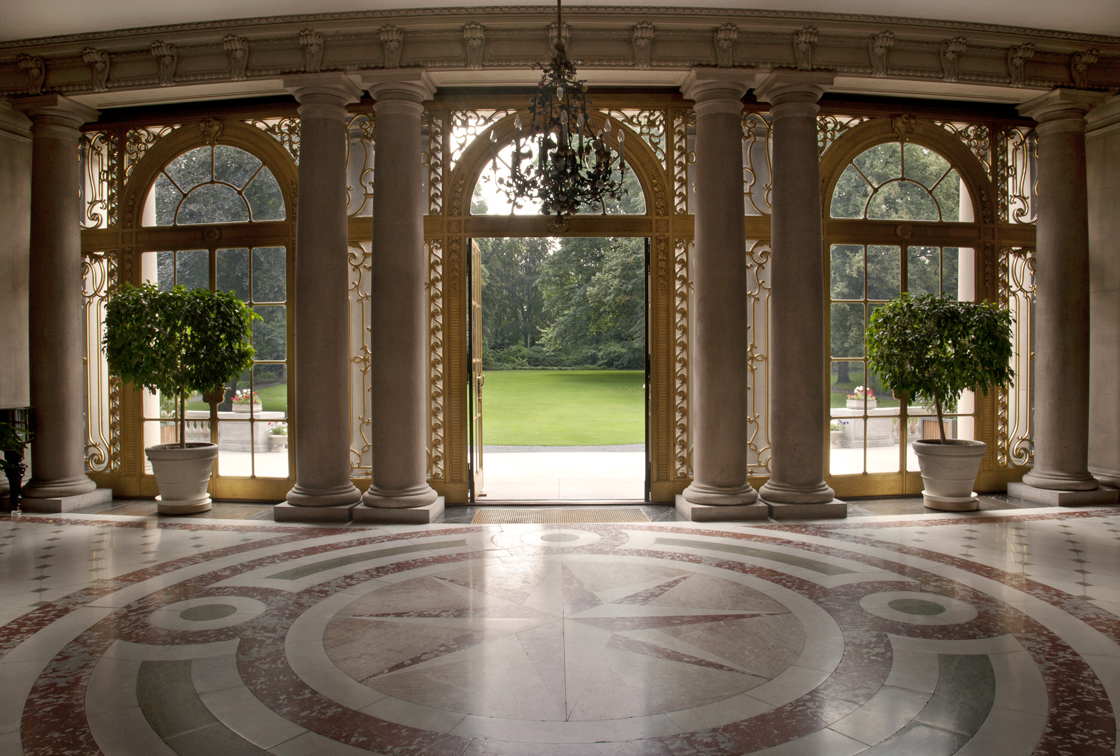
Zimní zahrada rezidence je oddělená od venkovní terasy pohyblivou skleněnou stěnou, která může být v letních měsících otevřena.

Na dalších četných změnách umocňujících manýristický charakter stavby je podepsána jen prováděcí kancelář firmy Matěj Blecha a architekt zůstal v anonymitě. Na vrub neznámého tvůrce z této kanceláře připadla změna vstupu do budovy od severozápadu z dubna 1927, čímž opuštěno tradiční velkolepé osové entrée, které bylo nahrazeno realizovaným vstupním labyrintem přes šatny. Slavnostní ráz přebraly v takto upravené podobě kruhová hala a zahradní sál. V průběhu roku 1927 bylo zároveň rozhodnuto o stavbě a později ještě rozšíření bazénu pod úrovní zahrady. Stavba byla budována s důrazem na symetrii.
Novostavba postavená byla po stránce stavební dokončena na konci roku 1928. Užívání rezidence magistrát povolil na konci roku 1929, do roku 1931 pokračovalo nákladné zařizování interiérů firmou Emil Gerstl, úprava zahrady a v budově byly osazovány výtahy.
Navzdory svému konzervativnímu vzhledu byla rezidence vybavena technickým zařízením srovnatelným jedině s vilou Tugendhat v Brně. Celá stavba domu včetně vybavení a zahrady stála 300 milionů korun (pro srovnání cena průměrného domu v té době činila 50 000 korun, vila Tugendhat vyšla v obdobné době na 5 milionů korun).

### Osudy po dokončení

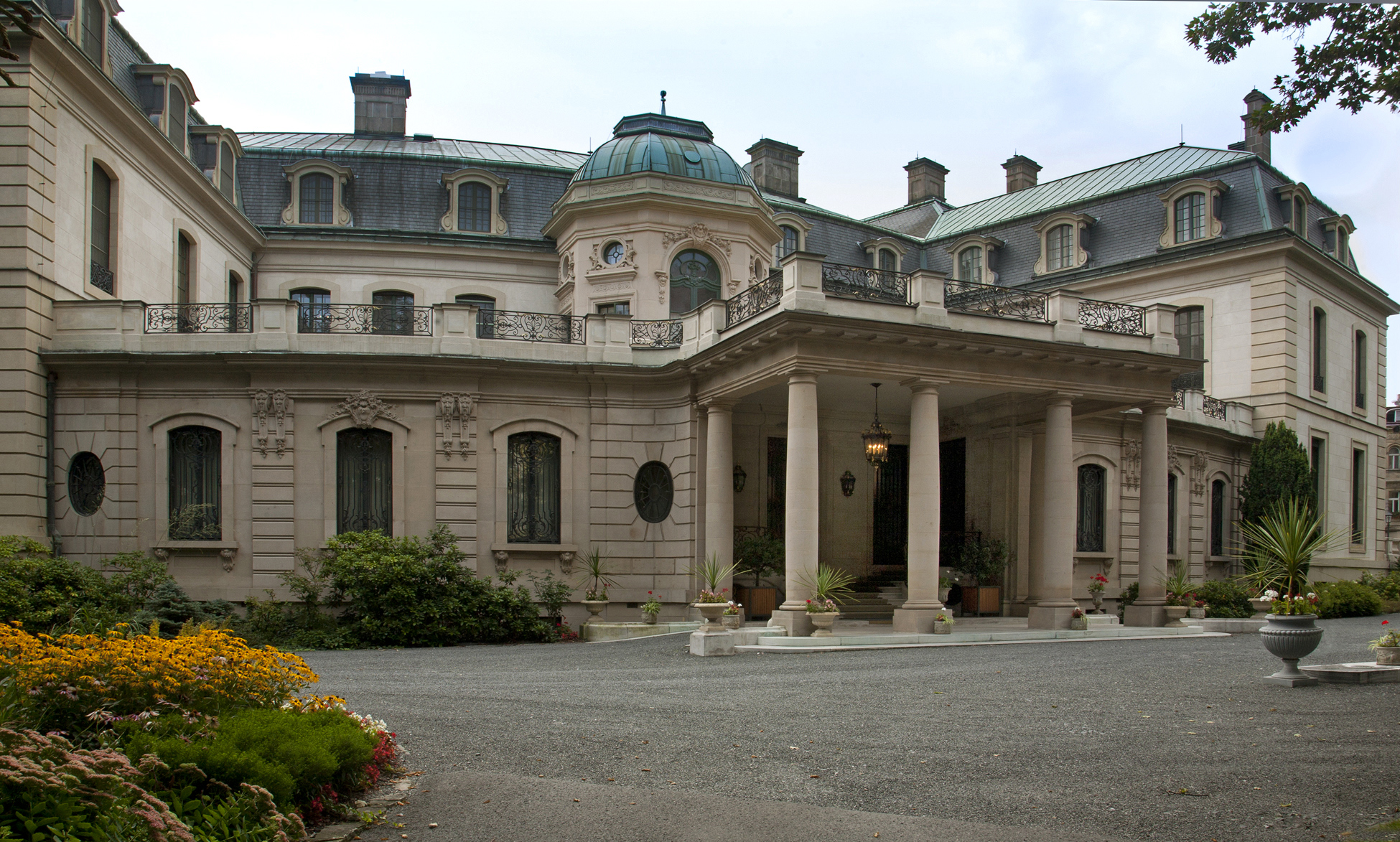
Vstup do rezidence z ulice Ronalda Reagana.

Otto Petschek se nastěhoval do rezidence v roce 1931 se svou rodinou – manželkou Martou a čtyřmi dětmi (Viktorem, Evou a dvojčaty Ritou a Inou), které se narodily v rozmezí let 1914–1922. Majitel si svého luxusního domu užíval krátce – v červnu 1934 podlehl ve věku 52 let srdeční chorobě během návštěvy Vídně.
Rezidence byla místem významných společenských událostí. V roce 1934 rezidenci navštívil jugoslávský král Alexandr a v roce 1936 rumunský král Carol II.
V rezidenci zůstala vdova Marta Petschková se služebnictvem a dětmi do září 1938. Po mobilizaci rodina opustila Československo a odjela do Anglie a později do Ameriky. S sebou si Petschkovi odvezli jen minimum věcí, většinu jejich jmění zanedlouho zkonfiskovali nacisté, Martě Petschkové se podařilo zachránit a do zahraničí převést pouze část finančního majetku. Vilu v Bubenči po obsazení Československa zabralo velitelství Wehrmachtu. Do roku 1945 ve vile bydlel generál Rudolf Toussaint, který stál v čele německé armády okupující Prahu.
Po osvobození v květnu 1945 v domě několik týdnů pobývala Rudá armáda. Pak už vilu a její vybavení získalo Ministerstvo národní obrany, od kterého si ji v září 1945 po intervenci prezidenta Edvarda Beneše pronajal americký velvyslanec Laurence A. Steinhardt. Ministerstvo národní obrany pak převedlo vilu do majetku Města Prahy a krátce nato Spojené státy dům i s vybavením odkoupily za 1,57 milionu dolarů. Tato částka byla odepsána výměnou za nadbytečné zásoby zanechané americkou armádou na československém území. V roce 1982 v rámci majetkoprávního vypořádání mezi USA a ČSSR získali Petschkové náhradu za majetek, který v Československu před válkou zanechali.
V 80. letech 20. století rezidenci často navštěvovali čeští disidenti, které zvali američtí velvyslanci William Luers, Julian Niemczyk a další na setkání a společenské akce pořádané Spojenými státy včetně tradiční oslavy Dne nezávislosti, na což vzpomínal v lednu 2010 v rozhovoru pro Velvyslanectví USA v Praze i prezident Václav Havel:
“Američané stejně jako jiné západní ambasády mívali problém s tím, jak pozvat oficiální představitele i disidenty dohromady, protože ti oficiální říkali, že tam nepůjdou, když tam budou tamti, takže všelijak to vymýšleli.“
Rezidenci navštívili také američtí prezidenti George H. W. Bush, George W. Bush a Barack Obama, který zde v roce 2010 povečeřel s představiteli jedenácti středoevropských a východoevropských zemí.

### Současnost

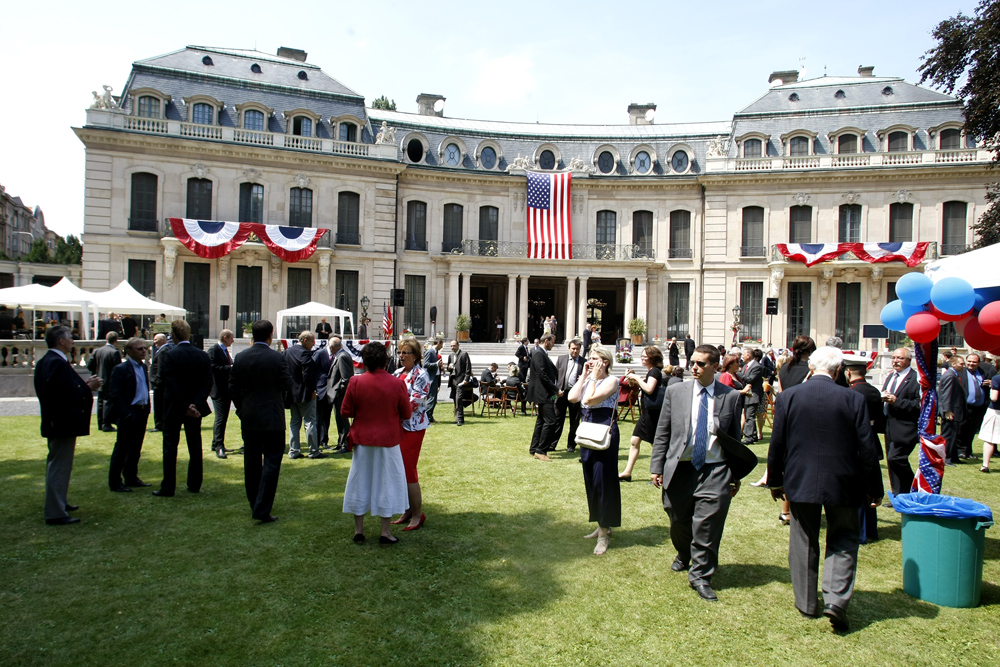
Oslava Dne nezávislosti v zahradě rezidence velvyslance USA v Praze v roce 2011.

Vila zůstává od roku 1945 rezidencí velvyslanců USA, kteří využívají honosné reprezentativní prostory pro společenské akce i promyšleně oddělené soukromé části domu. Každý rok se koná v zahradě rezidence tradiční oslava Dne nezávislosti, na kterou jsou zvány významné osobnosti, politici a diplomaté. Od roku 2011 probíhá v rezidenci první celková rekonstrukce. Část zařízení proto mohla být vystavena od listopadu 2012 do března 2013 v Národním technickém muzeu v Praze. Rekonstrukce má být dokončena do konce roku 2013.

## Popis

### Budova rezidence
Do dvoupatrové vily návštěvník vstupuje poněkud atypickým vchodem do dvou průchozích šaten, odkud pokračuje do centrální rotundy a zimní zahrady oddělené od venkovní terasy prosklenou stěnou. Po stranách zimní zahrady je k severu pánský pokoj a knihovna, kde je dodnes jediný funkční krb v domě, z jižní strany dámský salon a vedle něj velká jídelna se stolem, za který mohlo usednout až 36 osob.

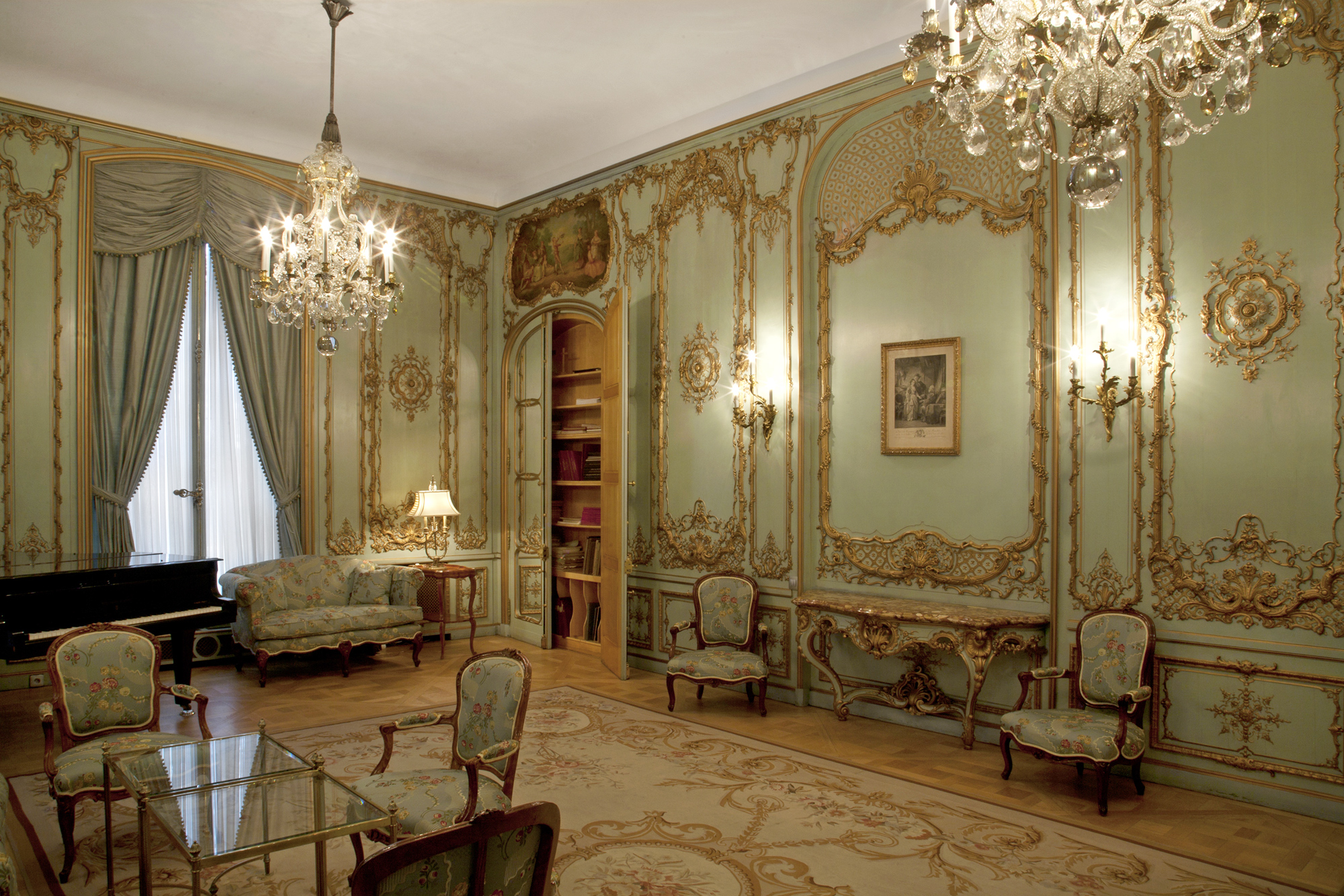
Hudební salon se zeleně natřenými stěnami zdobenými zlacenými řezbami, orientálním kobercem a židlemi a pohovkami z dob Ludvíka XVI.

Zvláštním prostorem je hudební salon ve stylu Ludvíka XVI. schovaný za monumentálním schodištěm, který se vyznačuje dekorativním dřevěným obložení se vsazenými malbami. Zrcadlové dveře v koutě salonu ukrývají původní a dnes už prořídlou sbírku not a gramodesek rodiny Petschkovy.
Přízemí se využívalo stejně jako dnes pouze při společenských příležitostech. Obytná část vily byla v prvním a druhém patře, kde se nachází 18 pokojů z velké části užívaných jako ložnice.
V prvním patře byly soukromé pokoje rodiny Otto Petschka. Pán domu bydlel v severovýchodním křídle domu, kde měl k dispozici ložnici, pracovnu, koupelnu a šatnu. Vedle byly dva pokoje paní Marty Petschkové a její soukromá koupelna z růžového mramoru. Další místnosti (ložnice, dvě koupelny a učebna) náležely čtyřem dětem a jejich vychovatelce. V prvním patře byla také soukromá jídelna, ordinace osobního lékaře a šicí pokoj. Dnes je toto patro soukromým bytem amerického velvyslance a jeho rodiny.
Druhé patro zabírá z velké části sedmipokojový byt, který užíval Otto Petschek nebo sestra Marty Petschkové a její manžel, když přijeli do Prahy na návštěvu. V jedné z jeho místností byla zrcadlová stěna a speciální podlaha, zde měly Petschkovy dcery hodiny rytmiky. V projektech se tento byt objevuje jako samostatná jednotka až od roku 1927. Dnes je zde byt zaměstnance velvyslanectví.
Ve druhé patře byla dale prádelna se žehlírnou, úložné prostory na prádlo a další místnosti. Do prádelny vedl ze suterénu výtah na uhlí do prádelního kotle a do pračky, vedlejší žehlírna byla ručním výtahem spojena s půdou, kde se sušilo prádlo.
Specifikem celé vily byl systém úložných prostor – skříní zabudovaných do dřevěných stěn prakticky ve všech místnostech i na chodbách. V domě je tedy jen minimum klasických skříní.

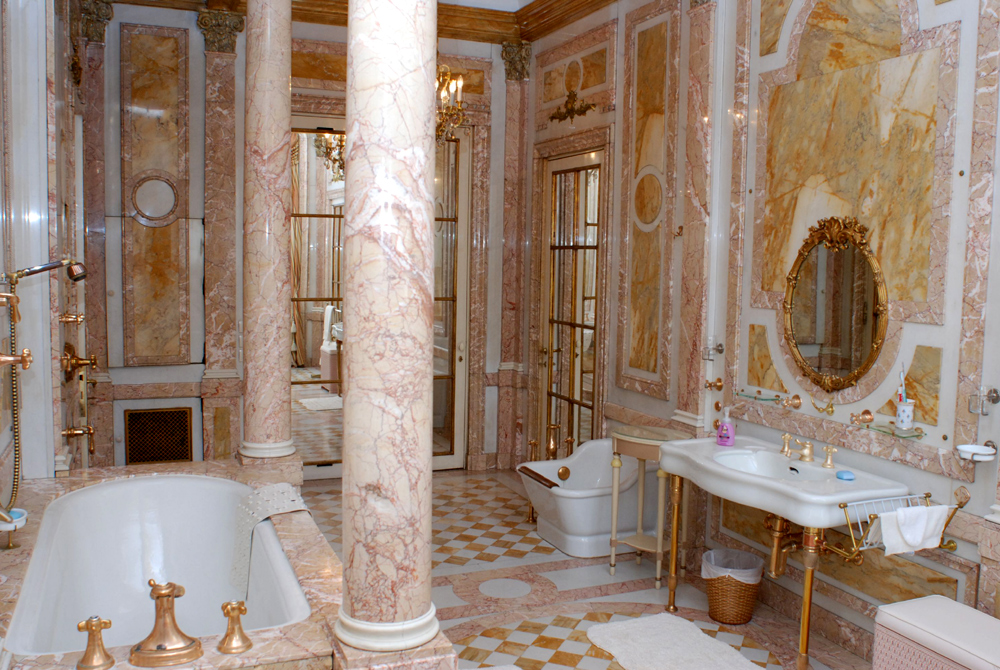
Koupelna Marty Petschkové.

V domě je celkem sedm koupelen; v prvním a druhém patře je celkem 28 a 32 různě velkých místností, v přízemí 26 a v suterénu dokonce 62 místností.
Zvláštností na dobu netypickou byla posilovna, která byla zřízena na doporučení lékařů pro manželku stavebníka, paní Martu Petschkovou, která zde se střídavými úspěchy bojovala se svojí nadváhou. Na posilovnu navazuje podzemní 18metrový bazén ve stylu římských lázní, který byl na svou dobu luxusem. Jeho výzdobu prováděli italští kameníci, kteří si při stavbě úzkostlivě chránili tajemství tvorby umělých mramorů a dalších povrchů. Povolení využívat bazén bylo vydáno v únoru 1931. Podle vzpomínek rodiny však Petschkovi využili bazén údajně jen jedinkrát – a jedna z dcer se přitom nachladila a dostala těžký zápal plic. To spolu s vysokými náklady na jeho vytápění vedlo k jeho epizodickému fungování. Ve společenské místnosti přiléhající k bazénu vybudovali Američané v 50. letech 20. století vlastní kino.

### Zařízení interiéru

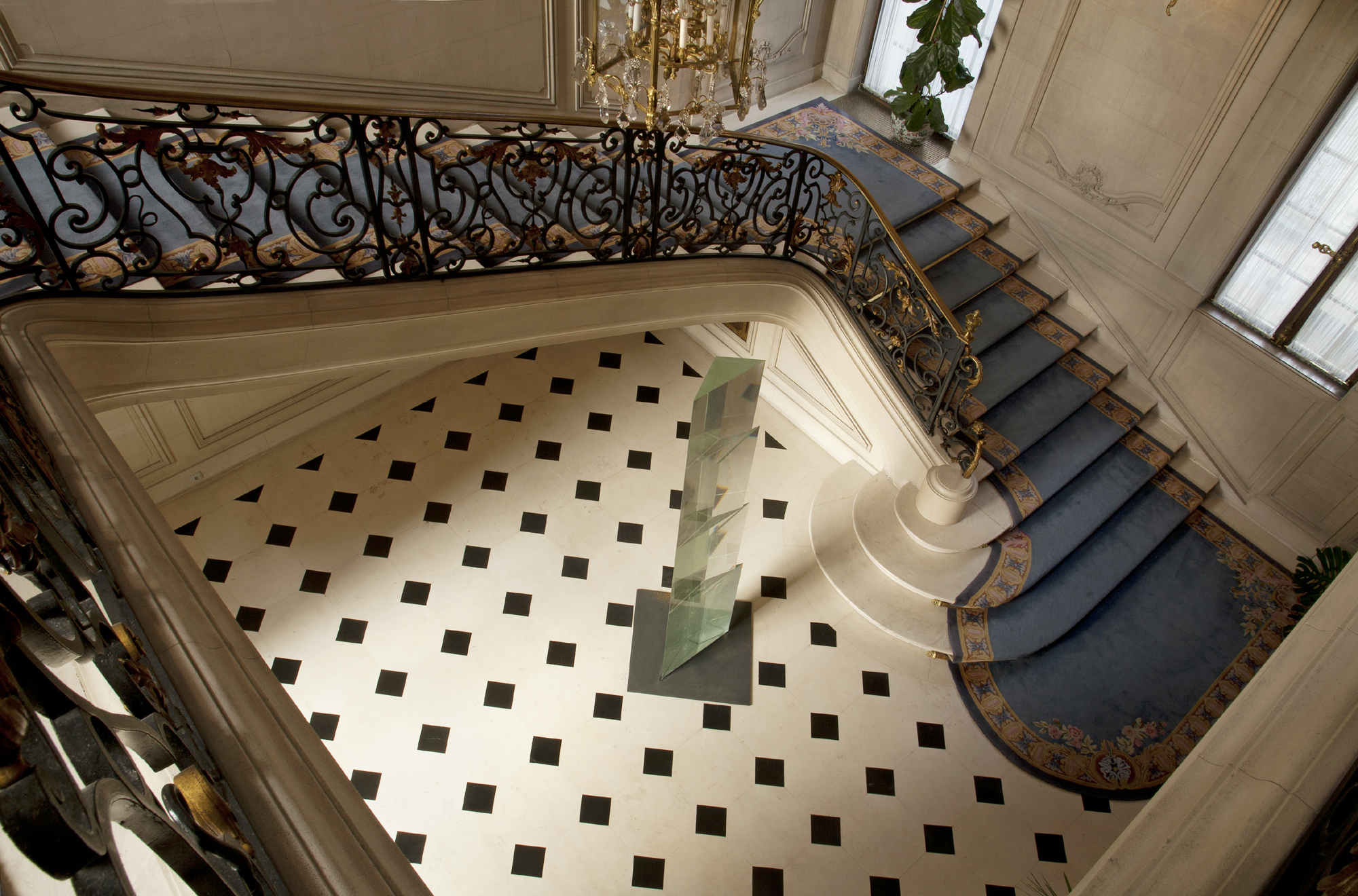
Na schodišti a v chodbě prvního patra je modrý koberec vyrobený na míru ve Francii.

I přes značně pohnuté osudy vily kolem 2. světové války se zachovalo původní zařízení v překvapující úplnosti.
Inventář byl shromažďován mnoho let před dokončením stavby. V průběhu 20. let 20. století vysílal Otto Petschek své zástupce na aukce v celé Evropě, řadu předmětů nakoupil osobně. V některých případech byl nakoupený nábytek předlohou pro repliky, které vyráběla podobně jako řadu dalších prací v interiérech (zejména dřevěné obložení stěn) vysočanská nábytkářská firma Emil Gerstel.
Zachovaly se i předměty denní potřeby, jídelní nádobí a náčiní. Početná domácnost vyžadovala rozsáhlé servisy. V celé rozvětvené rodině Petschků byl používán míšeňský porcelán s jemným růžovým květinovým dekorem. V domě se dochovaly i zbytky skleněných servisů z produkce skláren J.&L. Lobmayer, Moser a Harrachovské sklárny.

### Technické vybavení

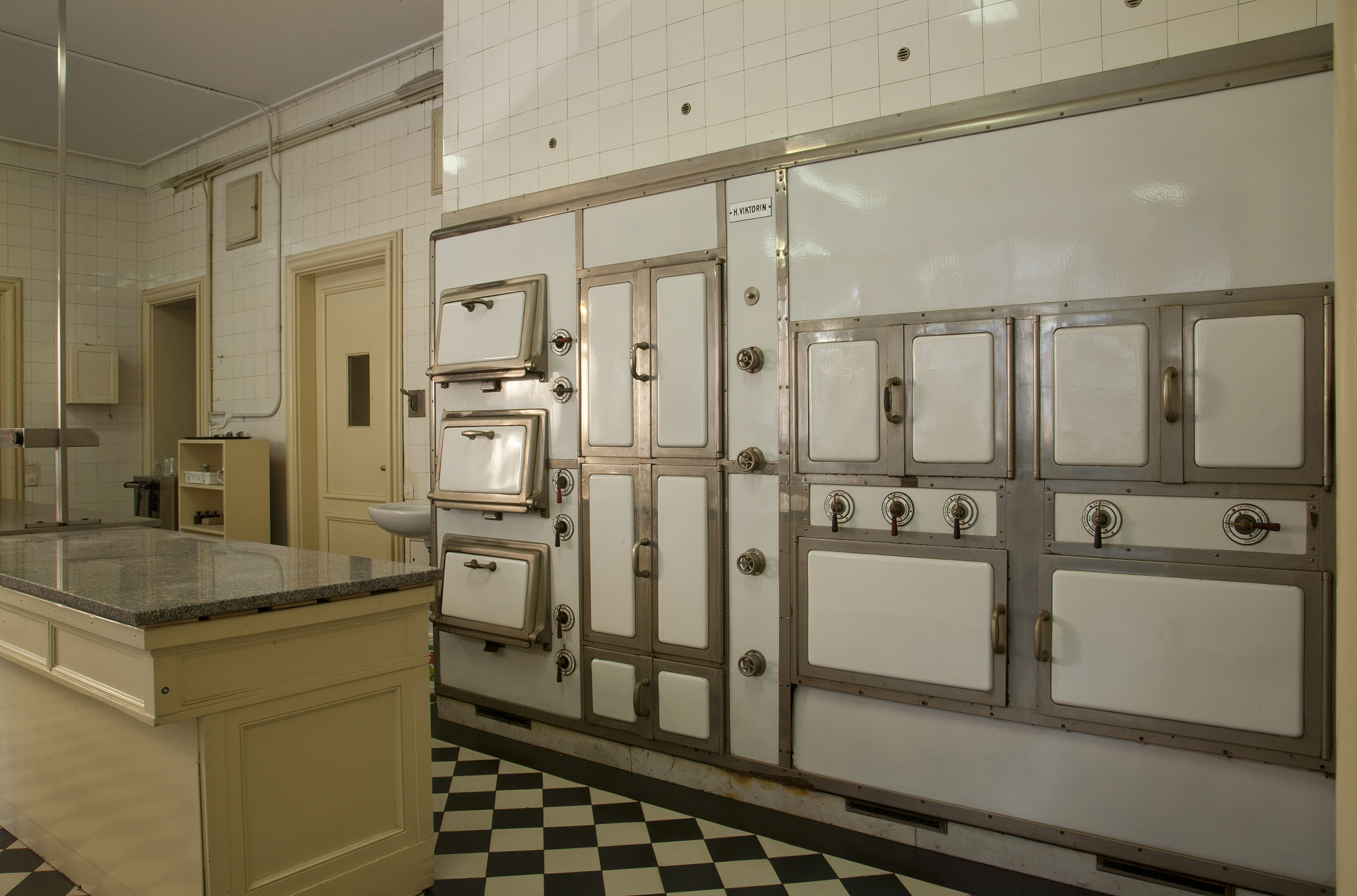
Velký stůl uprostřed kuchyně s celistvou mramorovou deskou, zařízení s několika troubami a grilem zabírá celou stěnu.

Veškeré technické vybavení, rozvody tepla, elektřiny a další byly instalovány maximálně skrytě a nenápadně. Celá rezidence byla vytápěna pěti kotli na koks s průměrnou spotřebou kolem 400 kg denně. Kromě tehdy již běžného rozvodu topení a teplé vody, bylo topení dovedeno po anglickém vzoru do koupelnových sušáků na ručníky. Součástí rozvodů vody provedených formou Emil Stohr a synové byly i masážní sprchy.
Technickým výdobytkem byly stěny dlouhé více než 10 metrů oddělující zimní zahradu od přízemí domu a od terasy vystupující z domu do rozlehlého trávníku zahrady. Stěny elektricky zajížděly do podzemí, kde je dodnes funkční strojovna. Zajíždějící stěna je patrná již na plánu z roku 1925. Jedná se o nejstarší známé řešení tohoto typu, obdobná stěna ve vile Tugendhat je až z roku 1929. V současnosti je vnitřní stěna trvale spuštěna a vnější se spouští jedenkrát ročně při recepci na oslavu Dne nezávislosti (4. července). V podzemí jsou vedle motorů pohybujících stěnami radiátory, z nichž je teplý vzduch směřován do průduchů v podlaze v přízemí. Takto je vytápěna celá zimní zahrada i vstupní rotunda.
Na vysoké úrovni dobových možností byly i další části technického zázemí – kuchyně a prádelna, které se zachovaly v autentickém stavu. Kuchyni doplňovaly sklady speciálního nádobí, potravin, vína a dvě chladicí místnosti. Uprostřed kuchyně se zachoval velký stůl pro přípravu jídla s celistvou mramorovou deskou, velký plynový sporák a zařízení s několika troubami a grilem, které tvoří jednu stěnu.

### Zahrada rezidence

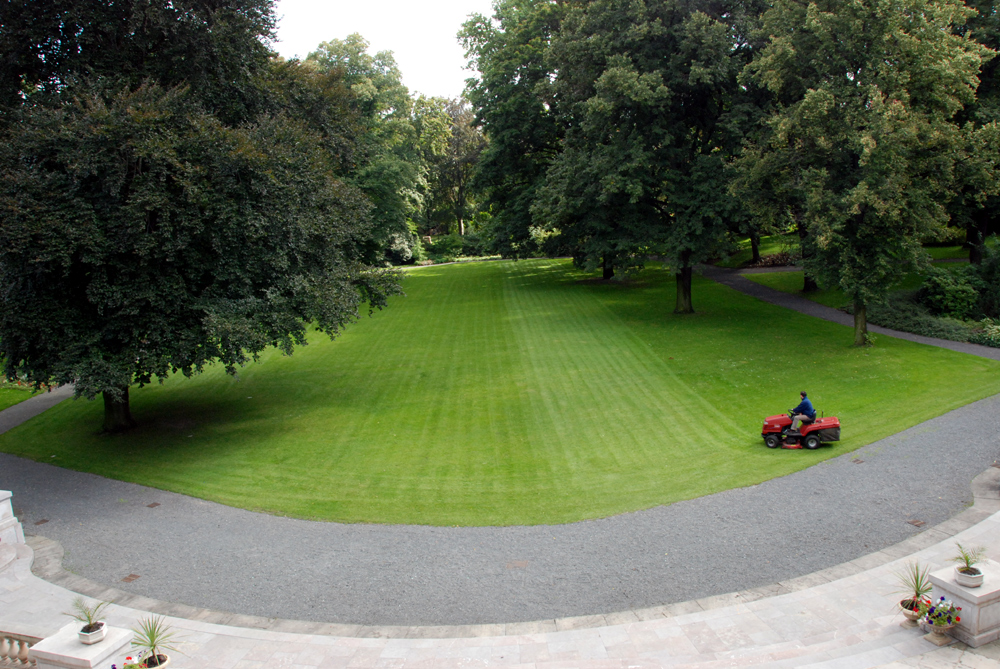
Pohled z terasy do zahrady

Součástí rezidence je přilehlá zahrada, která byla založena ještě před stavbou vily, kdy začala být na pozemku zakoupeném Otto Petschkem srovnávána dosavadní skládka. Pozemek byl rozdělen na staveniště a vlastní zahradu, která dokončena již někdy po polovině 20. let 20. století, a než se Petschkovi do vily v roce 1931 nastěhovali, byla přístupná o víkendech i veřejnosti.
Zakládání zahrady klasické dispozice s francouzskou zahradou a malým anglickým parkem projekčně zajišťovala berlínská firma Spatz. Osázení zahrady nemělo prakticky žádné finanční mantinely — do anglického parku byly přesazovány vybrané již velmi vzrostlé stromy. V zahradě vysázeny stovky stromů a keřů (kolem 150 rododendronů přežilo 2. světovou válku), záhony zdobilo kolem pěti tisíc tulipánů, tři tisíce hyacintů a dalších květin. U severního průčelí domu bylo rozárium, na které byl krásný výhled z balkonu u ložnice. Samozřejmou součástí byly i dodnes dochované skleníky pro tropické květiny včetně orchidejí (původně čtyři, dnes dva). Na severním okraji zahrady je i tenisový kurt a venkovní bazén.